# WASP-13
WASP-13 é uma estrela na constelação de Lynx. É parecida com o Sol, porém mais quente e provavelmente mais velha. Foi observada pela primeira vez em 1997, de acordo com o SIMBAD, e foi um dos alvos da missão SuperWASP após ser observada pelos telescópios da missão em 2006. Outras observações levaram à descoberta do planeta WASP-13b em 2008; o papel de descoberta foi publicado em 2009.

## História de observação
De acordo com o SIMBAD, WASP-13 foi observada pela primeira vez em 1997, quando foi catalogada por astrônomos medindo o movimento próprio de estrelas em certas regiões do céu. Entre 27 de novembro de 2006 e 1 de abril de 2007, o telescópio SuperWASP-North nas Ilhas Canárias observou WASP-13; análises dos dados sugeriram que um planeta poderia estar orbitando a estrela.
Observações seguintes foram conduzidas por uma equipe de astrônomos britânicos, espanhóis, franceses, suíços e americanos usando o fotômetro no Telescópio James Gregory na Escócia; fazendo comparações visuais com a estrela próxima HD 80408, a curva de luz de WASP-13 foi melhor definida. Medições feitas pelo espectrógrafo SOPHIE échelle no Observatório de Haute-Provence na França determinaram a velocidade radial da estrela. O Espectrógrafo Fibre-Fed Echelle no Nordic Optical Telescope reuniu mais informações do espectro de WASP-13, permitindo descobrir as características físicas da estrela. Dados do SOPHIE levaram à descoberta do planeta WASP-13b em 2008. O anúncio da descoberta foi feito em 2009.
Com base no arquivo do SIMBAD, WASP-13 foi incluída em outros dez papéis desde sua descoberta em 1997.

## Características
WASP-13 é uma estrela de classe G parecida com o Sol situada a aproximadamente 155 parsecs (506 anos-luz) da Terra na constelação de Lynx. Com uma magnitude aparente de 10,42, não pode ser vista a olho nu da Terra. A temperatura efetiva da estrela, 5826 K, é maior que a do Sol. No entanto, sua metalicidade é parecida; a concentração de ferro, ou [Fe/H], é de cerca de 0. A gravidade superficial de WASP-13 é medida em 4,04 km/s2, enquanto sua rotação é de no máximo 4,9 km/s.
WASP-13 tem uma massa de 1,03 vezes a do Sol e seu raio é de 1,34 vezes o do Sol. Medições de seu conteúdo de lítio sugerem que a estrela já usou todo seu hélio e está agora queimando lítio. Com isso, sua idade é estimada em 8,5 bilhões de anos, mais de duas vezes a idade do Sol, porém pode ser qualquer valor entre 4,4 e 14 bilhões de anos devido à alta incerteza nesse aspecto da estrela.

## Sistema planetário
WASP-13b orbita WASP-13 a uma distância de 0,0527 UA, ou aproximadamente 5,27% da distância média entre a Terra e o Sol. O planeta completa uma órbita a cada 4,35298 dias, ou cerca de 4 dias e 8,5 horas. A massa estimada de WASP-13b é de 0,46 massas de Júpiter, enquanto seu raio é de 1,21 vezes o raio do planeta.
| Planeta | Massa                  | Semieixo maior (UA)       | Período orbital (dias) | Excentricidade |
| ------- | ---------------------- | ------------------------- | ---------------------- | -------------- |
| b       | 0,485 +0,058 −0,052 MJ | 0,05379 +0,00059 −0,00077 | 4,353011 ± 0,000013    | 0              |